# Duran (Gers)
Pour les articles homonymes, voir Duran.
Duran (Duran en gascon) est une commune française située dans le département du Gers en région Occitanie. Sur le plan historique et culturel, la commune est dans le Pays d'Auch, un territoire céréalier et viticole qui s'est également constitué en pays au sens aménagement du territoire en 2003.
Exposée à un climat océanique altéré, elle est drainée par le Talouch et par deux autres cours d'eau.
Duran est une commune rurale qui compte 857 habitants en 2022, après avoir connu une forte hausse de la population depuis 1962. Elle est dans l'agglomération d'Auch et fait partie de l'aire d'attraction d'Auch. Ses habitants sont appelés les Durannais ou  Durannaises.
Ses habitants sont appelés les Durannais et les Durannaises

## Géographie

### Localisation
Duran est une commune de l'unité urbaine d'Auch, située en Gascogne, sur le Talouch, affluent du Gers. Elle est enclavée entre Castin et Auch.

### Communes limitrophes
Les communes limitrophes sont  Auch et Castin.
| Castin |       |      |
|        | Duran |      |
|        |       | Auch |

La commune d'Auch entour le territoire communal sur les trois quarts de son périmètre.

### Géologie et relief
Duran se situe en zone de sismicité 1 (sismicité très faible).

### Hydrographie

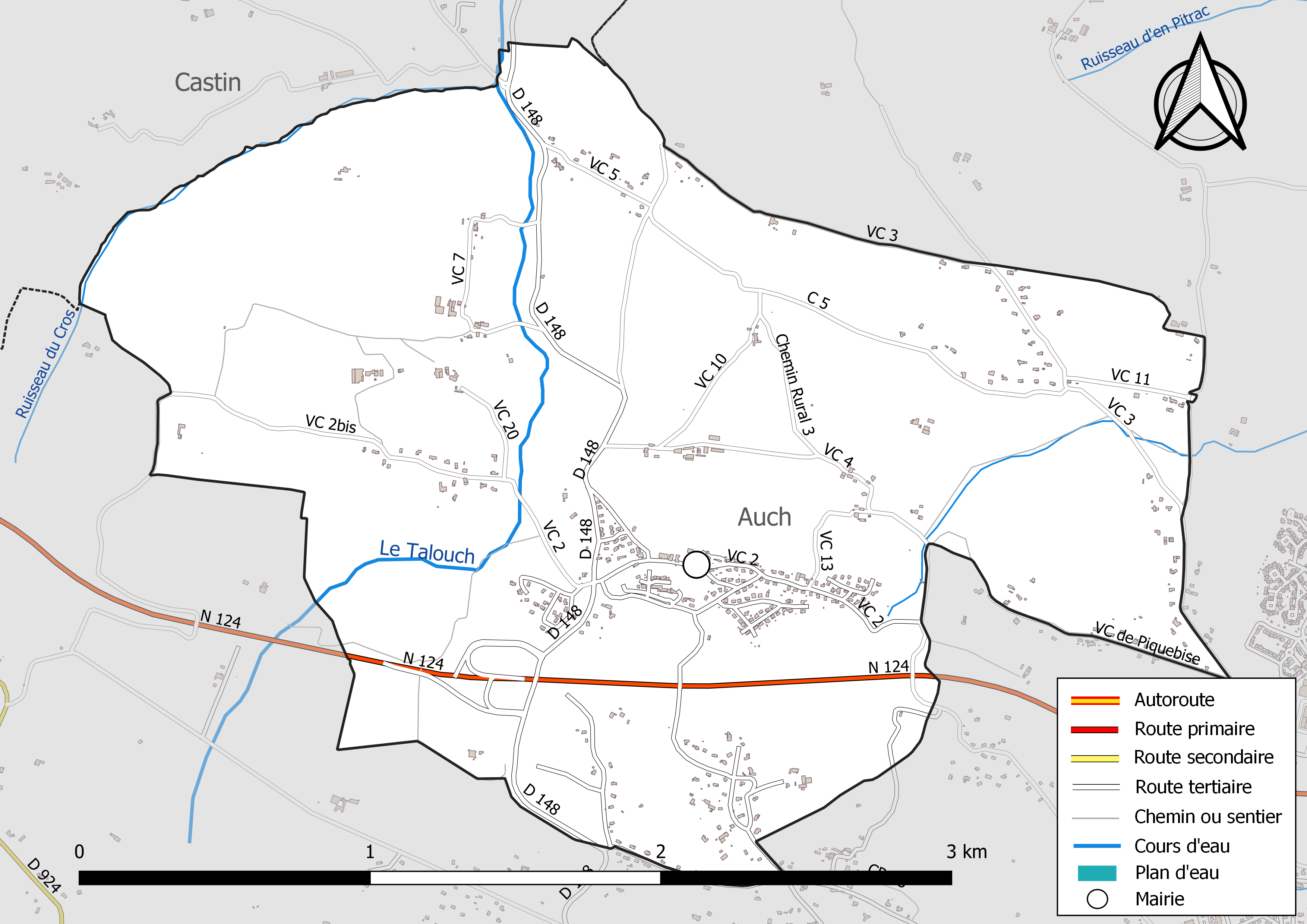
Réseaux hydrographique et routier de Duran.

La commune est dans le bassin de la Garonne, au sein du bassin hydrographique Adour-Garonne. Elle est drainée par le Talouch et le ruisseau du Cros et par un petit cours d'eau, qui constituent un réseau hydrographique de 5 km de longueur totale,.
Le Talouch, d'une longueur totale de 14 km, prend sa source dans la commune d'Auch et s'écoule vers le nord. Il traverse la commune et se jette dans le Gers à Roquefort, après avoir traversé 6 communes.

### Climat
Pour des articles plus généraux, voir Climat de l'Occitanie et Climat du Gers.
En 2010, le climat de la commune est de type climat océanique altéré, selon une étude s'appuyant sur une série de données couvrant la période 1971-2000. En 2020, Météo-France publie une typologie des climats de la France métropolitaine dans laquelle la commune est toujours exposée à un climat océanique altéré et est dans la région climatique Aquitaine, Gascogne, caractérisée par une pluviométrie abondante au printemps, modérée en automne, un faible ensoleillement au printemps, un été chaud (19,5 °C), des vents faibles, des brouillards fréquents en automne et en hiver et des orages fréquents en été (15 à 20 jours).
Pour la période 1971-2000, la température annuelle moyenne est de 12,9 °C, avec une amplitude thermique annuelle de 15,8 °C. Le cumul annuel moyen de précipitations est de 770 mm, avec 10,1 jours de précipitations en janvier et 6,4 jours en juillet. Pour la période 1991-2020, la température moyenne annuelle observée sur la station météorologique la plus proche, située sur la commune d'Auch à 3 km à vol d'oiseau, est de 13,5 °C et le cumul annuel moyen de précipitations est de 695,8 mm,. Pour l'avenir, les paramètres climatiques de la commune estimés pour 2050 selon différents scénarios d’émission de gaz à effet de serre sont consultables sur un site dédié publié par Météo-France en novembre 2022.

### Milieux naturels et biodiversité
Aucun espace naturel présentant un intérêt patrimonial n'est recensé sur la commune dans l'inventaire national du patrimoine naturel,,.

## Urbanisme

### Typologie
Au 1er janvier 2024, Duran est catégorisée commune rurale à habitat dispersé, selon la nouvelle grille communale de densité à sept niveaux définie par l'Insee en 2022.
Elle appartient à l'unité urbaine d'Auch, une agglomération intra-départementale regroupant trois  communes, dont elle est une commune de la banlieue,,. Par ailleurs la commune fait partie de l'aire d'attraction d'Auch, dont elle est une commune de la couronne,. Cette aire, qui regroupe 112 communes, est catégorisée dans les aires de 50 000 à moins de 200 000 habitants,.

### Occupation des sols
L'occupation des sols de la commune, telle qu'elle ressort de la base de données européenne d’occupation biophysique des sols Corine Land Cover (CLC), est marquée par l'importance des territoires agricoles (88,8 % en 2018), en diminution par rapport à 1990 (99,3 %). La répartition détaillée en 2018 est la suivante : 
zones agricoles hétérogènes (69,9 %), zones urbanisées (11,2 %), prairies (11 %), terres arables (7,9 %). L'évolution de l’occupation des sols de la commune et de ses infrastructures peut être observée sur les différentes représentations cartographiques du territoire : la carte de Cassini (XVIIIe siècle), la carte d'état-major (1820-1866) et les cartes ou photos aériennes de l'IGN pour la période actuelle (1950 à aujourd'hui).

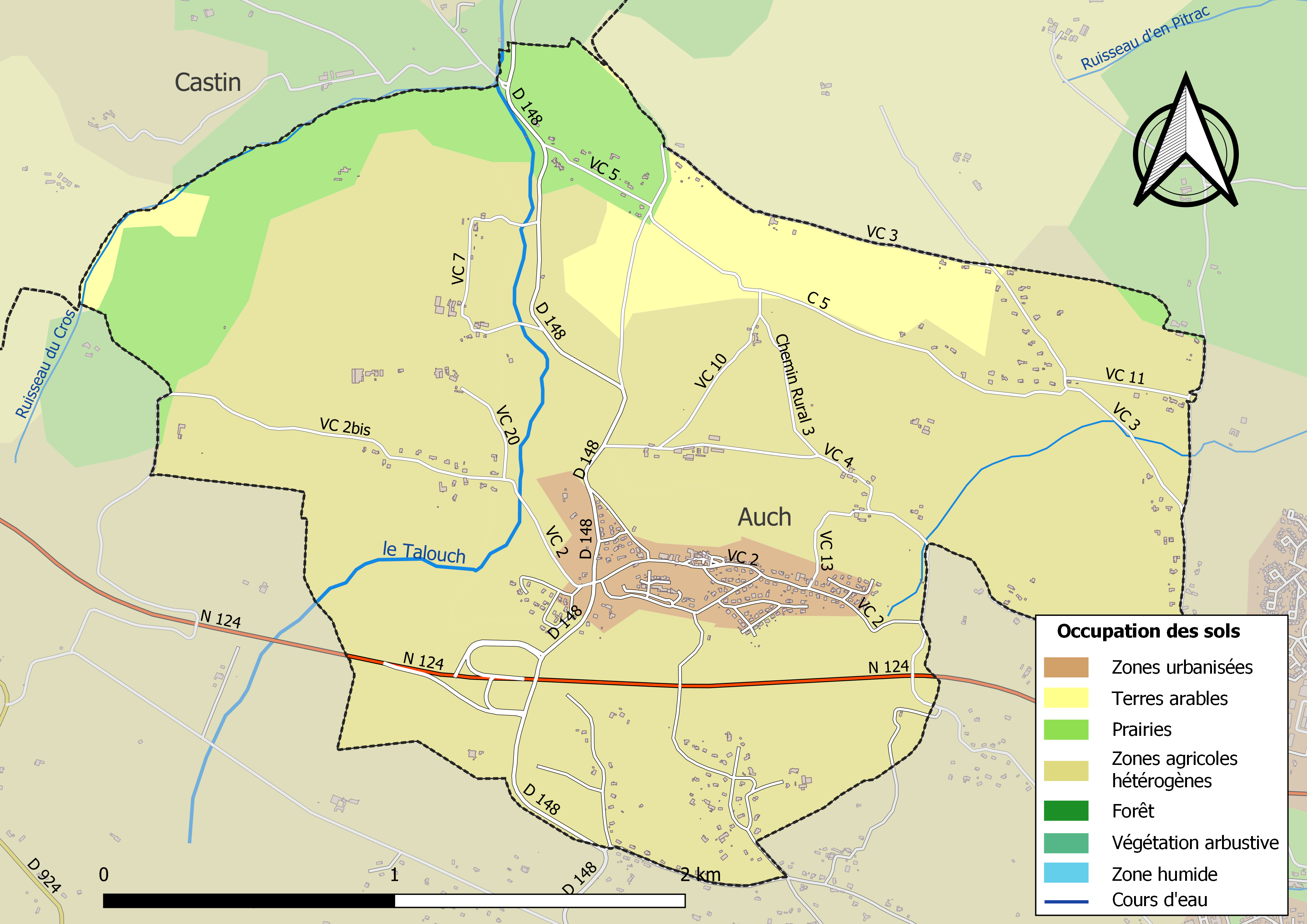
Carte des infrastructures et de l'occupation des sols de la commune en 2018 (CLC).

### Risques majeurs
Le territoire de la commune de Duran est vulnérable à différents aléas naturels : météorologiques (tempête, orage, neige, grand froid, canicule ou sécheresse) et séisme (sismicité très faible). Un site publié par le BRGM permet d'évaluer simplement et rapidement les risques d'un bien localisé soit par son adresse soit par le numéro de sa parcelle.

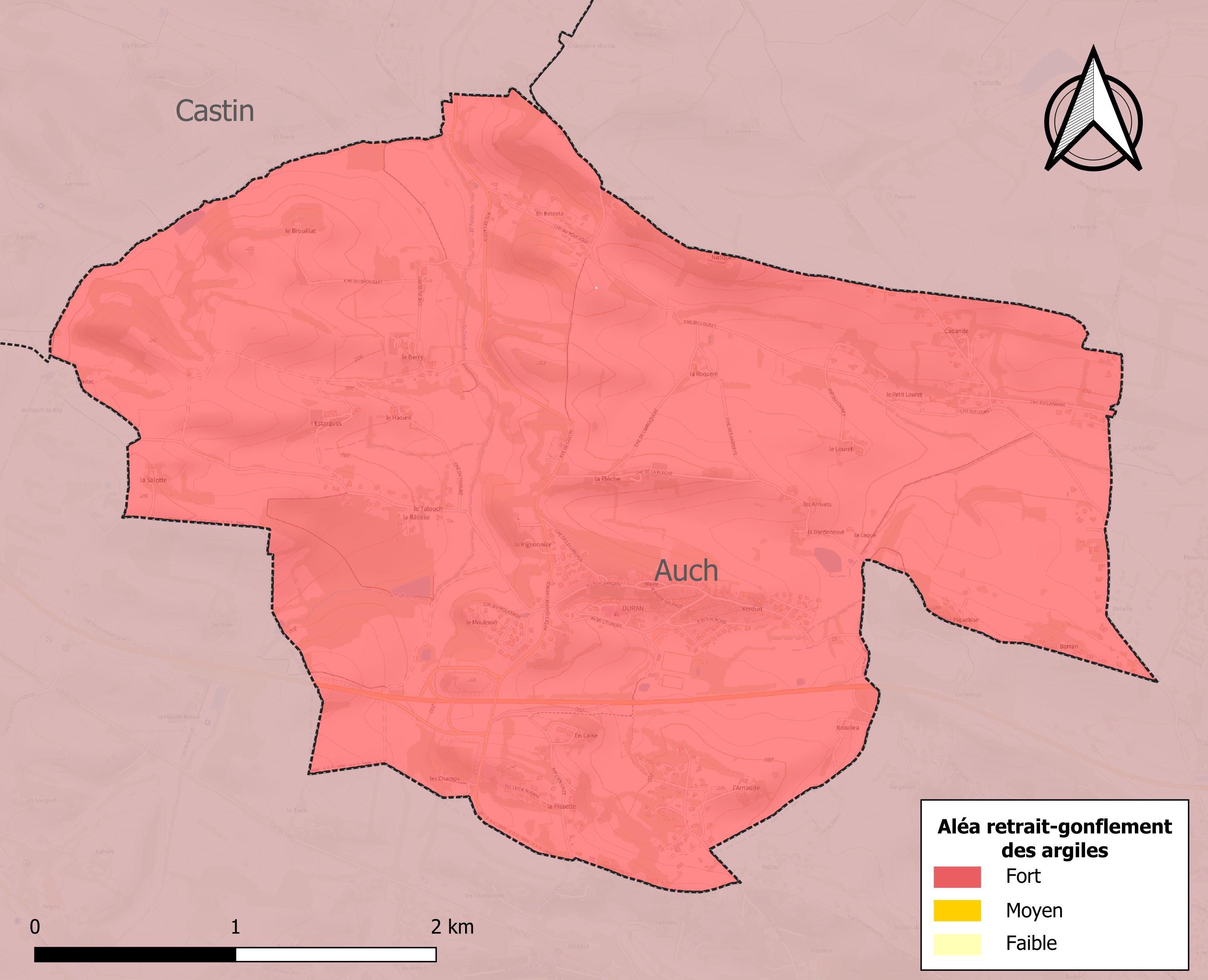
Carte des zones d'aléa retrait-gonflement des sols argileux de Duran.

Le retrait-gonflement des sols argileux est susceptible d'engendrer des dommages importants aux bâtiments en cas d’alternance de périodes de sécheresse et de pluie. La totalité de la commune est en aléa moyen ou fort (94,5 % au niveau départemental et 48,5 % au niveau national). Sur les 370 bâtiments dénombrés sur la commune en 2019, 370 sont en aléa moyen ou fort, soit 100 %, à comparer aux 93 % au niveau départemental et 54 % au niveau national. Une cartographie de l'exposition du territoire national au retrait gonflement des sols argileux est disponible sur le site du BRGM,.
Par ailleurs, afin de mieux appréhender le risque d’affaissement de terrain, l'inventaire national des cavités souterraines permet de localiser celles situées sur la commune.
La commune a été reconnue en état de catastrophe naturelle au titre des dommages causés par les inondations et coulées de boue survenues en 1999 et 2009. Concernant les mouvements de terrains, la commune a été reconnue en état de catastrophe naturelle au titre des dommages causés par la sécheresse en 1989, 1992, 1993, 2002, 2008, 2009, 2011, 2016 et 2019 et par des mouvements de terrain en 1999.

## Politique et administration

### Liste des maires
| Période        | Période    | Identité                | Étiquette | Qualité              |
| -------------- | ---------- | ----------------------- | --------- | -------------------- |
| 1793           | 1795       | Jean-Baptiste Moncassin |           |                      |
| 1795           | 1800       | Dominique Lubis         |           |                      |
| 1800           | 1818       | Bernard Dupuy           |           |                      |
| 1818           | 1829       | Edouard Lacroix         |           |                      |
| 1829           | 1832       | Jean-Marie Souquere     |           |                      |
| 1832           | 1839       | Jean-Joseph Mouchet     |           |                      |
| 1839           | 1844       | Guillaume Boutan        |           |                      |
| 1844           | 1859       | Pierre Sentetz          |           |                      |
| 1859           | 1866       | Louis Appolinaire Brun  |           |                      |
| 1866           | 1869       | Jean-Marie Souquere     |           |                      |
| 1871           | 1889       | Joseph Arrivets         |           |                      |
| 1889           | 1894       | Jean-Marie Sentets      |           |                      |
| 1894           | 1896       | Bertrand Saint-Arroman  |           |                      |
| 1896           | 1945       | Louis Arrivets          |           |                      |
| 1945           | 1965       | Jean-Marie Saint-Pe     |           |                      |
| 1965           | 1983       | Jean-Marie Vignaux      |           |                      |
| mars 1983      | avril 2013 | Gilbert Ulian           | PS        | Démission avril 2013 |
| avril 2013     | août 2015  | Laurent Rosello         |           |                      |
| septembre 2015 | mai 2020   | Abdellatif Benjeddour   | PS        | Fonctionnaire        |
| mai 2020       | En cours   | Jean-Marc Dupuy         |           |                      |

## Population et société

### Démographie
| 1793 | 1800 | 1806 | 1821 | 1831 | 1841 | 1846 | 1851 | 1856 |
| ---- | ---- | ---- | ---- | ---- | ---- | ---- | ---- | ---- |
| 325  | 245  | 316  | 321  | 287  | 326  | 310  | 266  | 301  |

| 1861 | 1866 | 1872 | 1876 | 1881 | 1886 | 1891 | 1896 | 1901 |
| ---- | ---- | ---- | ---- | ---- | ---- | ---- | ---- | ---- |
| 281  | 249  | 224  | 217  | 200  | 192  | 178  | 173  | 156  |

| 1906 | 1911 | 1921 | 1926 | 1931 | 1936 | 1946 | 1954 | 1962 |
| ---- | ---- | ---- | ---- | ---- | ---- | ---- | ---- | ---- |
| 191  | 165  | 146  | 136  | 141  | 133  | 138  | 169  | 205  |

| 1968 | 1975 | 1982 | 1990 | 1999 | 2004 | 2006 | 2009 | 2014 |
| ---- | ---- | ---- | ---- | ---- | ---- | ---- | ---- | ---- |
| 343  | 450  | 515  | 650  | 665  | 721  | 735  | 810  | 847  |

| 2019 | 2022 | - | - | - | - | - | - | - |
| ---- | ---- | - | - | - | - | - | - | - |
| 853  | 857  | - | - | - | - | - | - | - |

## Économie

### Revenus
En 2018  (données Insee publiées en septembre 2021), la commune compte 355 ménages fiscaux, regroupant 862 personnes. La médiane du revenu disponible par unité de consommation est de 25 150 € (20 820 € dans le département).

### Emploi
|                | 2008  | 2013  | 2018  |
| -------------- | ----- | ----- | ----- |
| Commune        | 3,6 % | 5 %   | 4,5 % |
| Département    | 6,1 % | 7,5 % | 8,2 % |
| France entière | 8,3 % | 10 %  | 10 %  |

En 2018, la population âgée de 15 à 64 ans s'élève à 518 personnes, parmi lesquelles on compte 77,4 % d'actifs (72,9 % ayant un emploi et 4,5 % de chômeurs) et 22,6 % d'inactifs,. Depuis 2008, le taux de chômage communal (au sens du recensement) des 15-64 ans est inférieur à celui de la France et du département.
La commune fait partie de la couronne de l'aire d'attraction d'Auch, du fait qu'au moins 15 % des actifs travaillent dans le pôle,. Elle compte 58 emplois en 2018, contre 99 en 2013 et 79 en 2008. Le nombre d'actifs ayant un emploi résidant dans la commune est de 382, soit un indicateur de concentration d'emploi de 15,1 % et un taux d'activité parmi les 15 ans ou plus de 57,1 %.
Sur ces 382 actifs de 15 ans ou plus ayant un emploi, 31 travaillent dans la commune, soit 8 % des habitants. Pour se rendre au travail, 92,3 % des habitants utilisent un véhicule personnel ou de fonction à quatre roues, 0,8 % les transports en commun, 3,7 % s'y rendent en deux-roues, à vélo ou à pied et 3,2 % n'ont pas besoin de transport (travail au domicile).

### Activités hors agriculture

#### Secteurs d'activités
38 établissements sont implantés  à Duran au 31 décembre 2019. Le tableau ci-dessous en détaille le nombre par secteur d'activité et compare les ratios avec ceux du département,.
| Secteur d'activité                                                                                        | Commune | Commune | Département |
| Secteur d'activité                                                                                        | Nombre  | %       | %           |
| --- | ------- | ------- | ----------- |
| Ensemble                                                                                                  | 38      |         |             |
| Industrie manufacturière, industries extractives et autres                                                | 1       | 2,6 %   | (12,3 %)    |
| Construction                                                                                              | 7       | 18,4 %  | (14,6 %)    |
| Commerce de gros et de détail, transports, hébergement et restauration                                    | 6       | 15,8 %  | (27,7 %)    |
| Information et communication                                                                              | 1       | 2,6 %   | (1,8 %)     |
| Activités financières et d'assurance                                                                      | 2       | 5,3 %   | (3,5 %)     |
| Activités spécialisées, scientifiques et techniques et activités de services administratifs et de soutien | 4       | 10,5 %  | (14,4 %)    |
| Administration publique, enseignement, santé humaine et action sociale                                    | 13      | 34,2 %  | (12,3 %)    |
| Autres activités de services                                                                              | 4       | 10,5 %  | (8,3 %)     |

Le secteur de l'administration publique, l'enseignement, la santé humaine et l'action sociale est prépondérant sur la commune puisqu'il représente 34,2 % du nombre total d'établissements de la commune (13 sur les 38 entreprises implantées  à Duran), contre 12,3 % au niveau départemental.

#### Entreprises et commerces
Les deux entreprises ayant leur siège social sur le territoire communal qui génèrent le plus de chiffre d'affaires en 2020 sont : 
- Steli, activités des sociétés holding (288 k€)
- Holding Baland, activités des sociétés holding (80 k€)

### Agriculture
|               | 1988 | 2000 | 2010 | 2020 |
| ------------- | ---- | ---- | ---- | ---- |
| Exploitations | 20   | 12   | 7    | 6    |
| SAU (ha)      | 542  | 487  | 353  | 455  |

La commune est dans le « Haut-Armagnac », une petite région agricole occupant le centre du département du Gers. En 2020, l'orientation technico-économique de l'agriculture  sur la commune est la polyculture et/ou le polyélevage. Six exploitations agricoles ayant leur siège dans la commune sont dénombrées lors du recensement agricole de 2020 (20 en 1988). La superficie agricole utilisée est de 455 ha,,.

## Culture locale et patrimoine

### Lieux et monuments
- Viaduc de Castin, ancien viaduc ferroviaire.
- Église Sainte-Lucie de Duran.

### Héraldique
| Blason | Blasonnement : D'argent aux deux lions affrontés de gueules supportant de leurs pattes antérieures une tour de sable ouverte et ajourée du champ. |